# پائولا ماروشی
پائولا ماروشی (مجاری: Marosi Paula؛ زادهٔ ۳ نوامبر ۱۹۳۶ – ۴ مارس ۲۰۲۲) شمشیرباز زن اهل مجارستان بود.
وی در مسابقات کشوری و بین‌المللی در مجموع برندهٔ ۱ مدال طلا، ۱ مدال نقره شده‌است.